# Jenisseische Sprachen

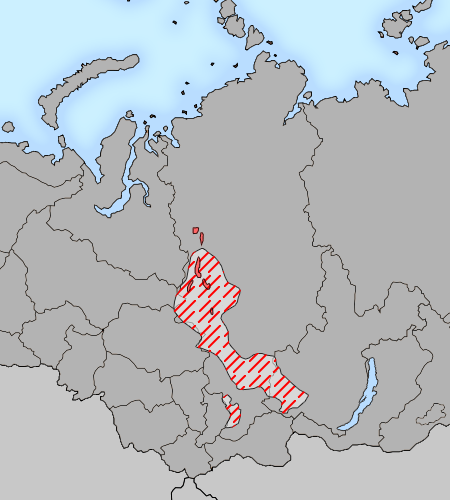
Verbreitung der jenisseischen Sprachen im 17. Jahrhundert (rot schraffiert) und im 20. Jahrhundert (rot)

Die jenisseischen Sprachen sind eine kleine Familie von Sprachen in Sibirien, die mit anderen sibirischen Sprachen zur Gruppe der paläosibirischen Sprachen zusammengefasst werden. Die paläosibirischen Sprachen bilden allerdings keine genetische Einheit, sondern nur eine Gruppe altsibirischer Restsprachen, die schon vor dem Eindringen uralischer, türkischer und tungusischer Ethnien dort gesprochen wurden.

## Die jenisseische Sprachfamilie
Das Jenisseische besteht heute nur noch aus der ketischen Sprache mit 200 Sprechern im mittleren Jenissei-Tal im Turuchansk-Distrikt des Gebietes Krasnojarsk. Das nahe verwandte Jugische (Yugh, Jug, Sym-Ketisch) ist bereits völlig ausgestorben: 1991 wurde von 2 bis 3 älteren „Halbsprechern“ in einer ethnischen Gruppe von etwa 15 Personen berichtet, in den 1970er Jahren starb der letzte kompetente Sprecher des Jugischen. Die übrigen Sprachen der Jenissei-Familie – Kottisch, Arinisch, Assanisch und Pumpokolisch – wurden weiter südlich des heutigen Ketischen gesprochen und verschwanden im 19. Jahrhundert, ihre Ethnien assimilierten sich an die turkischen Chakassen, die tungusischen Ewenken oder die Russen. Wegen seiner bekannten genetischen Verwandten sollte man das Ketische nicht als isolierte Sprache betrachten, selbst wenn es heute der einzige Vertreter seiner Familie ist.
Einige Linguisten vermuten, dass die jenisseischen Sprachen mit den chinesischen Sprachen (den sinotibetischen Sprachen) verwandt sind. Frühe Linguisten wie M. A. Castrén (1856), James Byrne (1892) und G. J. Ramstedt (1907) behaupten, dass die jenisseischen Sprachen nord-sinitischen Ursprungs sind. Diese Vermutung wird von den Linguisten Kai Donner (1930) und Karl Bouda (1957) unterstützt. Neuere Erkenntnisse unterstützen ebenfalls eine direkte Verwandtschaft mit den sinotibetischen Sprachen. So zeigen linguistische Analysen und autosomal-genetische Daten der jenisseischen Völker eine Verwandtschaft mit Han-Chinesen und Burmesen. Der Linguist und Spezialist der jenisseischen Sprachen Edward Vajda vermutet ebenfalls eine Verwandtschaft mit den sinotibetischen Sprachen.

## Klassifikation der jenisseischen Sprachen
- Jenisseisch   6 Sprachen, davon sind 5 ausgestorben;
  - Ket-Yug
    - Ket (Jenissei-Ostjakisch, Inbatsk) (200 Sprecher)
    - Yug (Yugh, Jug, Sym-Ket) † (um 1990 ausgestorben)

  - Kott-Pumpokol
    - Pumpokol †
    - Kott †

  - Arin-Assan
    - Assan †
    - Arin †

## Das Ketische
Das Ketische ist die einzige überlebende jenisseische Sprache. Die Bezeichnung Ket bedeutet „Mensch“, die wenig differenzierende russische Bezeichnung dieser Sprache ist Jenissej-Ostjakisch. Allerdings wird von den heutigen Keten durchaus ostik als Selbstbezeichnung verwendet. Erste Aufzeichnungen des Ketischen und des Jugischen gibt es seit dem 18. Jahrhundert (P. S. Pallas). 1858 wurde aus dem Nachlass des Finnen Matthias Alexander Castrén die erste grammatische und lexikalische Studie über das Ketische, Jugische und Kottische publiziert. Eine weitere Grammatik des Ketischen erschien 1934 von A. Karger, eine neuere Darstellung 1968 von Kreinovich sowie im gleichen Jahr besonders ausführlich von Dul’zon.
In den 1930er Jahren wurde für das Ketische eine Schrift auf Basis des lateinischen und 1988 auf Basis des kyrillischen Alphabets geschaffen. Es gibt Bemühungen, ketischen Sprachunterricht in Kindergärten und Schulen einzuführen. Der soziale Status der Sprache bleibt aber niedrig und ein baldiges Aussterben ist anzunehmen, zumal die heutigen Sprecher alle der älteren Generation angehören.
Linguisten ziehen die Bezeichnung Ketisch (Ket, Ketskij jazyk) vor, da die Bezeichnung Jenissej-Ostjakisch zur Verwechslung der Keten mit den „eigentlichen“ Ostjaken führen kann. Ostjakisch ist auch die veraltete Bezeichnung für die Sprache der Chanten, die zu den ugrischen Sprachen gehört.

## Sprachliche Charakteristik
Typologisch, phonologisch, morphologisch und lexikalisch weicht das Jenisseische von den anderen paläosibirischen Sprachen deutlich ab, zeigt aber Ähnlichkeiten zu den nordkaukasischen Sprachen, den Na-Dené-Sprachen und zum Burushaski, was dazu führte, dass manche Forscher seine Eingliederung in die dene-kaukasische Makrofamilie befürworten (siehe unten). Typologische Charakteristika (wie etwa präfigierender Verbalbau u. ä.) reichen zur Annahme von Sprachverwandtschaft jedoch nicht aus.
Seine charakteristischen Eigenschaften sind die Existenz eines Klassensystems mit den Nominalklassen belebt (maskulin und feminin) – unbelebt, außerdem ein System phonemischer Töne (siehe Tonsprache) mit vier bedeutungsunterscheidenden Tonemen. Die Nominalmorphologie ist – wie bei allen paläosibirischen Sprachen – (überwiegend) agglutinierend und suffigierend, die Verbalbildung polysynthetisch. Die finiten Verbalformen besitzen mindestens acht Slots zur Markierung der Person von Subjekt und Objekt, Tempus u. a. Kategorien. Oft werden morphologische Kategorien pleonastisch, d. h. an mehreren Stellen der Verbalkette, ausgedrückt. Inkorporiert werden können intransitive Subjekte, direkte Objekte und adverbielle Ergänzungen. Ein Beispiel aus dem Ketischen ist
- tkitna, analysierend t-k-it-n-a

t   Subjektmarker 1. Person sg.
k-…-a   Verbstamm „in Stücke schneiden“
it   Objektmarker 3. Person fem. sg.
n   Tempusmarker Präteritum
Bedeutung: „ich habe sie (f.sg.) in Stücke geschnitten“
(Analyse stark vereinfacht)
Die jenisseischen Sprachen besitzen ein reiches Vokabular zur Darstellung der traditionellen Lebensbereiche, wie Flora, Fauna, Jagd und Wetter. Lehnwörter stammen aus dem angrenzenden samojedischen Selkupischen (insbesondere Begriffe der Rentierzucht), aber auch (weniger) aus dem tungusischen Ewenkischen. Seit 1934 hat mit der Einführung der kyrillischen Schrift eine starke Russifizierung des Ketischen eingesetzt.

## Jenisseische Wortgleichungen
Die enge Verwandtschaft der überlieferten jenisseischen Sprachen zeigen einige Wortgleichungen in der folgenden Tabelle (nach Ruhlen-Starostin 1994, vereinfachte phonetische Darstellung):
| Bedeutung | Ket   | Yug † | Kott † | Arin † |
| --------- | ----- | ----- | ------ | ------ |
| Mensch    | ke?t  | ke?t  | het    | kit    |
| Menschen  | deŋ   | deŋ   | čeäŋ   | .      |
| Frau      | qim   | xim   | .      | qam    |
| Mutter    | am    | am    | ama    | amä    |
| Vater     | op    | op    | op     | ipa    |
| Bruder    | bis   | bis   | pos    | pes    |
| Auge      | des   | des   | tiš    | tieŋ   |
| Blut      | sul   | sur   | šur    | sur    |
| Fleisch   | is    | is    | iči    | is     |
| Hund      | tip   | čip   | šip    | .      |
| Herbst    | χogde | xogdi | hori   | kute   |
| Messer    | do?n  | do?n  | ton    | ton    |
| Fluss     | ses   | ses   | šet    | sat    |
| vier      | sik   | sik   | šegä   | šaga   |
| fünf      | qak   | xak   | khegä  | qaga   |

## Andere hypothetische Beziehungen

### Dene-Kaukasische Makrofamilie
Das Jenisseische wird von manchen Forschern als Kandidat für die Mitgliedschaft in der hypothetischen dene-kaukasischen Makrofamilie betrachtet, die unter anderen die sinotibetischen, „nordkaukasischen“ (d. h. Nordwest- und Nordostkaukasisch, Verwandtschaft untereinander nicht sicher), die nordamerikanischen Na-Dené-Sprachen, das Baskische, das Burushaski und eben das Jenisseische umfassen soll.
Diese These einer dene-kaukasischen Makrofamilie wird gegenwärtig nur von einer kleinen Gruppe von Linguisten akzeptiert, von zahlreichen historischen Linguisten und Spezialisten der genannten Sprachfamilien aber oft vehement abgelehnt. Die Hauptschwierigkeit bei ihrer Verifizierung ist das große Alter von mehr als zehntausend Jahren, das man für die gemeinsame Proto-Sprache ansetzen müsste, und die damit verbundenen äußerst spärlichen noch greifbaren Gemeinsamkeiten.
Allgemein wird jedoch anerkannt (u. a. auch von Janhunen und Vajda), dass aufgrund der bekannten Verbreitung in den letzten 2–3 Jahrhunderten aus russischen Berichten und noch früher aus chinesischen Quellen über die Völker Innerasiens die jenisseischen Sprachen einst geographisch bedeutend weiter verbreitet gewesen sind und im Süden an Gebiete turkischer und mongolischer Sprecher gegrenzt haben. Nach Vajda kam es dabei allerdings nur zu wenigen Entlehnungen aus dem Jenisseischen in diese beiden Sprachen, doch umgekehrt stammen etliche Entlehnungen aus dieser Zeit, aber trotzdem weniger als in neuerer Zeit aus dem Russischen.
Heinrich Werner postuliert eine Sprachfamilie „Baikal-Sibirisch“, in welcher er das Jenisseische, die Na-Dené-Sprachen und die nur trümmerhaft überlieferte Sprache der Dingling zusammenfasst, die den früheren chinesischen Kleinstaat Wei bildeten und sich dann mit den Göktürken verbündeten (Werner 2004). (Dieser Staat Wei ist nicht derjenige gleichen Namens, welcher zu den sogenannten 16 chinesischen Königreichen gezählt wird.)
Auch der amerikanische Linguist Edward Vajda postuliert seit einiger Zeit die Verwandtschaft zwischen den jenisseischen und den nordamerikanischen Na-Dené-Sprachen - ohne die weitergehende „dene-kaukasische“ Hypothese zu akzeptieren (Vajda 2002 und 2004). Vajda (2002) gruppiert das Jenisseische sogar innerhalb des Na-Dené näher an Tlingit-Eyak-Athapaskisch als an Haida bzw. neigt in neueren Arbeiten dazu, das Haida ganz aus dieser Gruppierung herauszunehmen:
- Na-Dené-Jenisseisch (nach Vajda)
  - Haida
  - Dené-Jenisseisch
    - Tlingit-Eyak-Athapaskisch
    - Jenisseisch

Werners und Vajdas These der näheren Verwandtschaft der jenisseischen Sprachen mit den Dené-Sprachen wird unterstützt durch jüngste genetische Untersuchungen der Sprecher dieser Sprachen (Rubicz et al. 2002). Bereits frühere phänotypische Untersuchungen nordamerikanischer Indianer (Gebisseigenheiten) ergaben klare Unterschiede der Na-Dené-Sprecher zu ihren eskimoischen und sonstigen indianischen Nachbarn.
Der Linguist Alexander Vovin zeigte, dass die Sprache der Rouran eine nicht mongolische und nicht türkische Sprache war. Er vermutet, dass die Rouran ein paläosibirisches Volk waren, das von den Mongolen und Turkvölkern verdrängt wurde, sodass Teile der Rouran als Awaren nach Mitteleuropa flüchteten. Diese Ansicht wird durch einige Historiker und Linguisten unterstützt und erhält von einigen früheren Theorien Unterstützung. So vermuten Vovin sowie Lajos Ligeti und Edwin G. Pulleyblank, dass die Rouran eine jenisseische Sprache sprachen.

### Karassuk-Familie
Eine neuere These von van Driem (2001) verweist auf eine enge typologische – was genetisch ohne Bedeutung wäre –, aber auch materielle Verwandtschaft in der Verbalmorphologie (insbesondere der Personalpräfixe) des Burushaski und Ket, einer Jenissei-Sprache. Er konstruiert daraus eine Karasuk-Familie, die einerseits aus den Jenisseisprachen, andererseits aus dem Burushaski bestünde. Er sieht auch Zusammenhänge dieser hypothetischen linguistischen Einheit mit einer prähistorischen zentralasiatischen Kultur, eben der Karassuk-Kultur. Infolge entgegengesetzter Wanderungsbewegungen im 2. Jahrtausend v. Chr. seien die heutigen Jenissei-Sprecher nach Sibirien und die Burusho in den Karakorum gelangt.

### Grammatische Übersichten
- Stefan Georg: A Descriptive Grammar of Ket (Yenisei Ostyak). Volume I: Introduction, Phonology, Morphology. Global Oriental, Folkestone (Kent) 2007, ISBN 978-1-901903-58-4, (The languages of Asia S. 1).
- Heinrich Werner: Die ketische Sprache. Harrassowitz, Wiesbaden 1997, ISBN 3-447-03908-6.
- Heinrich Werner: Das Jugische (Sym-Ketische). Harrassowitz, Wiesbaden 1997, ISBN 3-447-03999-X.
- Heinrich Werner: Abriß der kottischen Grammatik. Harrassowitz, Wiesbaden 1997, ISBN 3-447-03971-X.
- Edward J. Vajda: The Kets and Their Language. In: Mother Tongue 4, 1998, ISSN 1087-0326, S. 4–16.
- Edward J. Vajda: Ket. Lincom Europa, München 2004, ISBN 3-89586-221-5, (Languages of the World/Materials 204).

### Sonstiges
- John D. Bengtson: Some Yeniseian Isoglosses. In: Mother Tongue 4, 1998, ISSN 1087-0326, S. 27–32.
- Rohina Rubicz, Kristin L. Melvin, Michael H. Crawford: Genetic Evidence for the phylogenetic Relationship between Na-Dene and Yenisseian Speakers. In: Human Biology 74, December 2002, 6, ISSN 0018-7143, S. 743–761.
- Ernst Kausen: Die Sprachfamilien der Welt. Teil 1:  Europa und Asien. Buske, Hamburg 2013, ISBN 3-87548-655-2.
- Marek Stachowski: Über einige altaische Lehnwörter in den Jenissej-Sprachen. In: Studia Etymologica Cracoviensia 1, 1996, ISSN 1427-8219, S. 91–115.
- Marek Stachowski: Altaistische Anmerkungen zum „Vergleichenden Wörterbuch der Jenissej-Sprachen“. In: Studia Etymologica Cracoviensia 2, 1997, ISSN 1427-8219, S. 227–239.
- Marek Stachowski: Anmerkungen zu einem neuen vergleichenden Wörterbuch der Jenissej-Sprachen. In: Studia Etymologica Cracoviensia 9, 2004, ISSN 1427-8219, S. 189–204.
- Marek Stachowski: Arabische Lehnwörter in den Jenissej-Sprachen des 18. Jahrhunderts und die Frage der Sprachbünde in Sibirien. In: Studia Linguistica Universitatis Iagellonicae Cracoviensis 123, 2006, ISSN 1897-1059, S. 155–158.
- Marek Stachowski: Persian loan words in 18th century Yeniseic and the problem of linguistic areas in Siberia. In: Anna Krasnowolska, Kinga Maciuszak, Barbara Mękarska (Hrsg.): In the Orient where the Gracious Light .... Satura orientalis in honorem Andrzej Pisowicz. Księgarnia Akademicka, Krakau 2006, ISBN 83-7188-955-0, S. 179–184.
- Edward J. Vajda (Hrsg.): Languages and Prehistory of Central Siberia. John Benjamin Publishing Company, Amsterdam u. a. 2004, ISBN 1-58811-620-4, (Amsterdam studies in the theory and history of linguistic science Series 4: Current issues in linguistic theory 262), (Darstellung des Jenisseischen und seiner Sprecher mit Nachbarsprachen aus linguistischer, historischer und archäologischer Sicht).
- Edward J. Vajda: The Origin of Phonemic Tone in Yeniseic. In: Chicago Linguistic Society - Parasession on Arctic languages 37, 2002, ISSN 0577-7240, S. 305–320.
- Heinrich Werner: Zur Typologie der Jenissej-Sprachen. Harrassowitz, Wiesbaden 1995, ISBN 3-447-03741-5. (Veröffentlichungen der Societas Uralo-Altaica 45).
- Heinrich Werner: Reconstructing Proto-Yeniseian. In: Mother Tongue 4, 1998, ISSN 1087-0326, S. 18–26.
- Heinrich Werner: Zur jenissejisch-indianischen Urverwandtschaft. Harrassowitz, Wiesbaden 2004, ISBN 3-447-04896-4.